# Ardorf
Ardorf ist seit 1972 ein Ortsteil der Stadt Wittmund im gleichnamigen Landkreis in Niedersachsen und zählt etwa 1500 Einwohner.

## Geographische Lage
Ardorf liegt im Harlingerland, etwa 10 Kilometer von Wittmund und 20 Kilometer von Aurich entfernt. Neben dem Ortskern gliedert sich Ardorf in die acht Ortsteile Heglitz, Wehle, Webershausen, Utarp, Borgholt, Collrunge, Hohebarg und Domhusen.
Geografisch und geologisch befindet sich Ardorf auf der oldenburgisch-ostfriesischen Geestplatte. Die eiszeitlichen Ablagerungen in Form von Sanden, Lehme, Mergel und Geröllmaterialien bilden den Untergrund. Besonders im Ortsteil Utarp sind an der Oberfläche noch Geschiebelehme und Mergel anzutreffen. Nacheiszeitliche Moorbildungen finden sich im Ortsteil Collrunge. Vereinzelt sind im Ortsbereich noch Plaggeneschböden auszumachen. Dieser Bodentyp ist durch die frühere landwirtschaftliche Nutzung (Plaggendüngung) entstanden.

## Geschichte
Urkundlich erwähnt wird Ardorf erstmals 1514 mit der Bezeichnung „na Aerdorpe“. Die Benennung „tho Ahrdorpe“ ist ab 1575 nachzuweisen. Ab 1645 ist die Ortsbezeichnung Ardorp amtlich festgehalten. Der Ort ist aber wesentlich älter, erste Besiedlungen sind schon im frühen Mittelalter nachzuweisen. Im Mittelalter gehört Ardorf in Ostfriesland zu den „Hooge Loogen“.
Ardorf war nicht Teil des ursprünglichen Harlingerlandes. Erst 1817 wurde es aus dem Amt Aurich herausgelöst und dem Amt Wittmund zugeschlagen.
Durch die Grenzlage des Ortes im äußersten Nordosten des Amtes Aurich, im Schnittpunkt der Ämter Aurich, Wittmund, Friedeburg und Esens, gab es eine Vielzahl von Wechselbeziehungen mit teilweise wechselnden Zugehörigkeiten. In einem Kirchendokument aus dem Jahr 1431 über die Kirchspiele des Auricher Einflussgebietes fehlt Ardorf allerdings. Im Zusammenhang der Auseinandersetzungen des Harlingerlandes mit den ostfriesischen Grafen beklagte sich Junker Balthasar von Esens im Jahr 1529, dass ihm die ostfriesischen Grafen die Kirchspiele Ardorf und Middels vorenthalten würden.
Die mittelalterliche Bauerngenossenschaft besiedelte und gestaltete planmäßig. Nördlich der Kirche befand sich der Theeplatz mit den beiden Besiedlungslinien Oster- und Westerriege. Die zentralen Bewirtschaftungsflächen in den alten Geestdörfern waren die in Privatbesitz befindlichen Gasten (streifenartige Ackerflur). In Ardorf waren die Gasten im Westen und Osten angelegt. Die gemeinschaftlich genutzten Flächen (Gemeine Weide) wurden in Ardorf erst 1868 aufgeteilt. Mit der Gemeinheitsteilung entstand auch die kleinparzellierte, typische ostfriesische Wallheckenlandschaft.
Am 16. August 1972 wurde Ardorf in die Kreisstadt Wittmund eingegliedert.

### Ortsname
Frühere Ortsnamen von Ardorf waren in den Jahren 1514 Aerdorpe, 1575 Ahrdorpe und 1645 Ardorf. Der Ort liegt auf einer schmalen, länglichen Erhebung zwischen zwei Wasserläufen, die nachweislich auch Aar genannt wurden. Einige Namenforscher glauben an einen alteuropäischen Gewässernamen und verweisen auf Ahr, Aare, Arno und den Seenamen Ter Aar in den Niederlanden. Wahrscheinlich sind diese genannten Namen sehr viel älter als das Aar in Ardorf.

### Kirchengeschichte

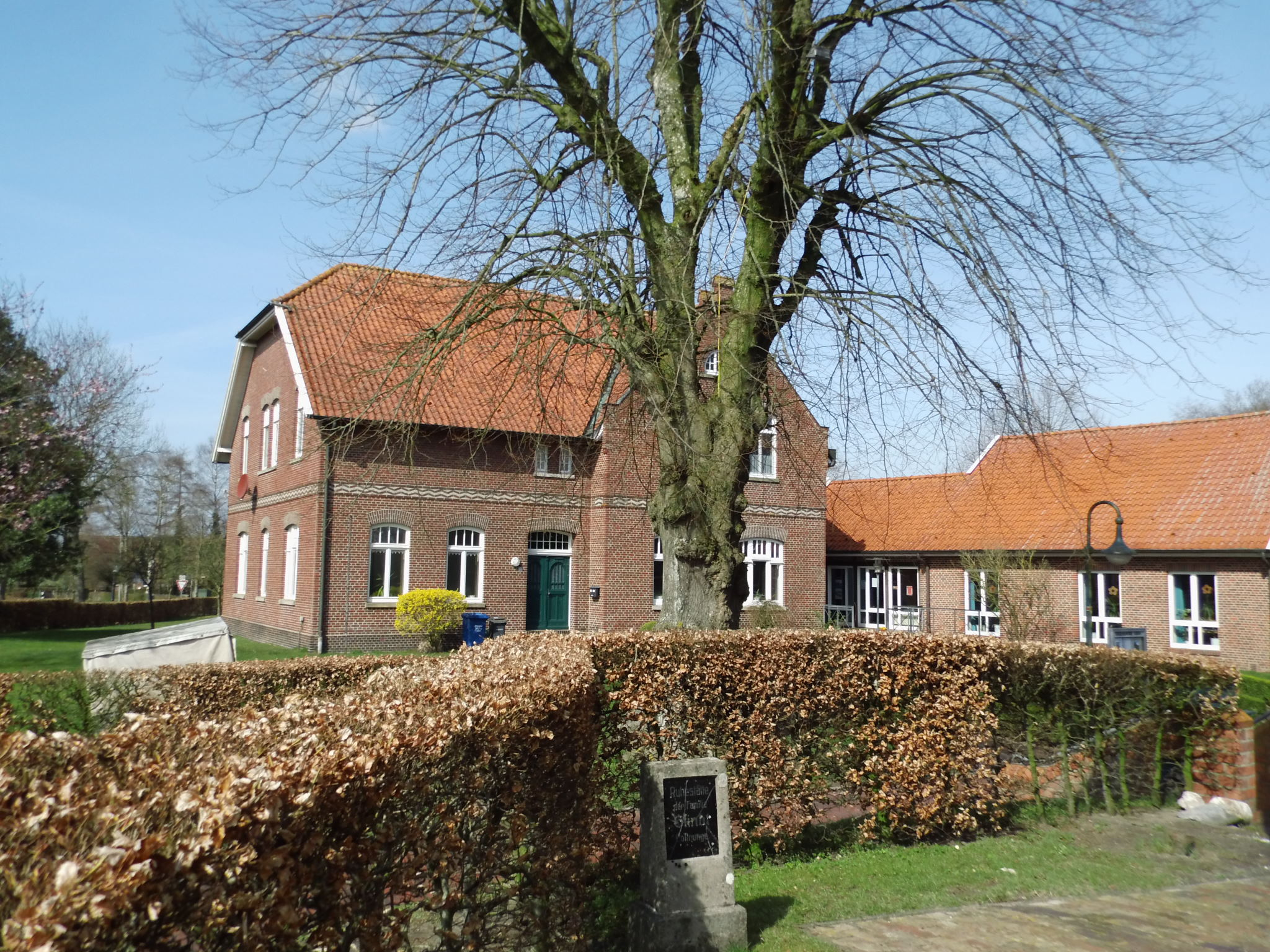
Ehemaliges Pfarrhaus im Dorfzentrum

Bis zum Jahr 800 ist die Christianisierung des friesischen Küstenstreifens durch die Bistümer Bremen und Münster zunächst abgeschlossen. Das Harlingerland stand unter der Zuständigkeit Bremens. Dieser Teil sowie das Auricher- und das Norderland waren kirchlich im Archidiakonat des Bremer Domscholasters organisiert. Das Archidiakonat war in sechs Dekanate aufgeteilt. Wittmund, Ochtersum, Stedesdorf, Arle, Norden und Aurich bildeten hier die kirchlichen Zentren. Von diesen Sendbezirken ging der weitere kirchliche Einfluss in die ländlichen Gebiete aus. Diese Sendkirchen in den benannten „zentralen“ Orten hatten unter anderem die Funktion einer regionalen Ecclesia Matrix (Mutterkirche). Dem Sendkirchenbereich Wittmund unterstanden die Kirchspiele Middels, Blersum, Funnix, Berdum, Eggelingen, Asel, Berum und Isebenysze. Leerhafe und Ardorf finden hier keine Erwähnung. Kirchengeschichtliche Quellen gehen davon aus, dass beide Kirchspiele in dieser Zeit der Kommende Burmönken zugeordnet waren. Urkundlich erwähnt wird das Kloster zu Bure (Burmönken) bereits 1319 im Zusammenhang mit den Tyüchermönken (Tychen bei Burmönken).
Anders als in der Grafschaft Ostfriesland vollzog sich 1538/39 die Reformation im damals noch eigenständigen Harlingerland. Die konfessionelle Richtung bestimmte der Landesherr und das war zu jener Zeit Balthasar von Esens. Das Land wurde rein lutherisch. Radikale Strömungen wie Ansätze des Täufertums gab es nicht. Im Gegenteil, als der Ardorfer Pastor Mamme Folkerts Kirchenreliquien auf dem Kirchhof verbrennen wollte, hinderten ihn die Dorfbewohner dies zu tun. Noch heute ist das Harlingerland vorherrschend lutherisch. Das westliche Ostfriesland ist dagegen überwiegend reformierten Glaubens.

## Ardorfer Kirche

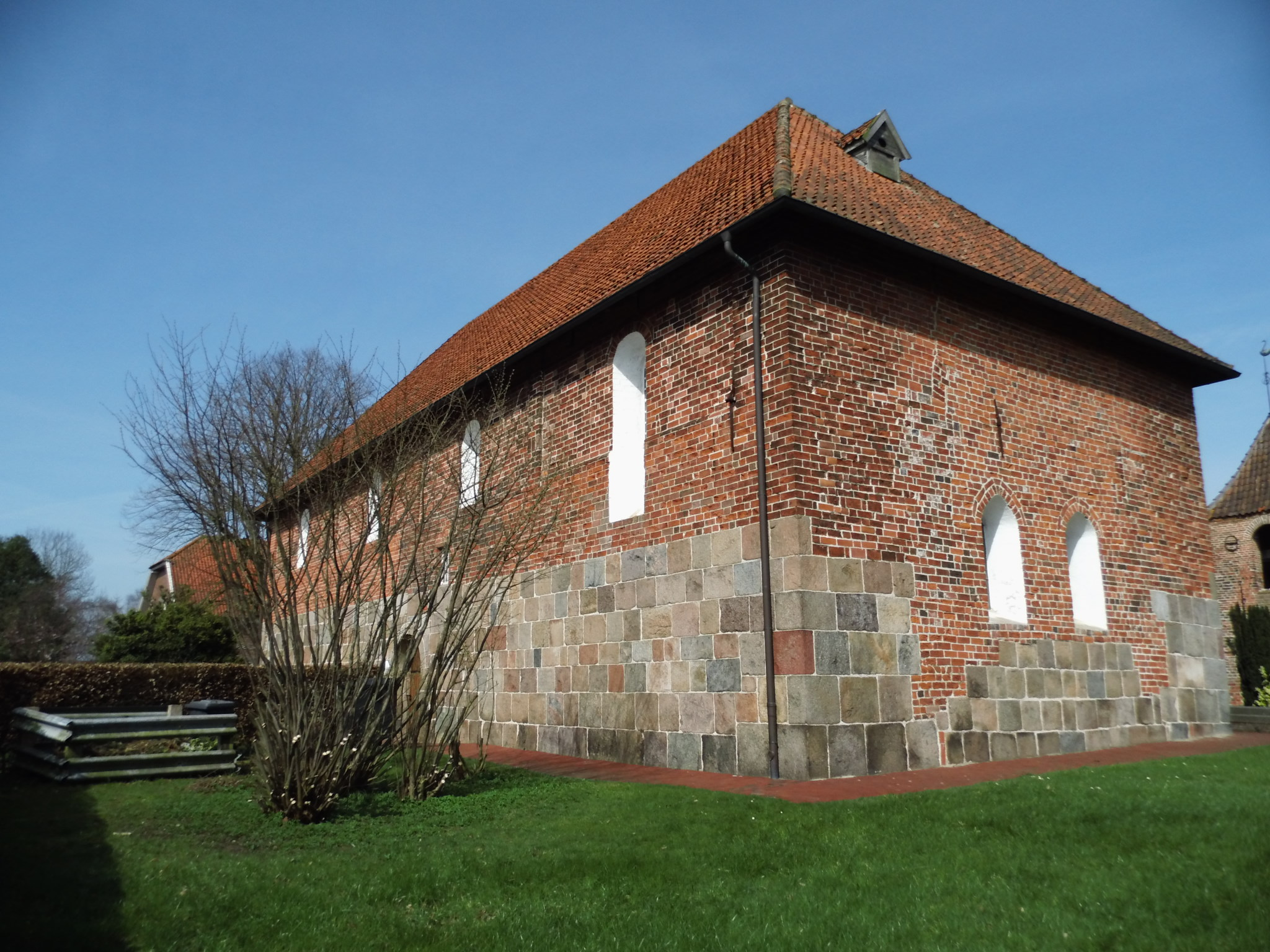
Ardorfer Kirche von Südosten

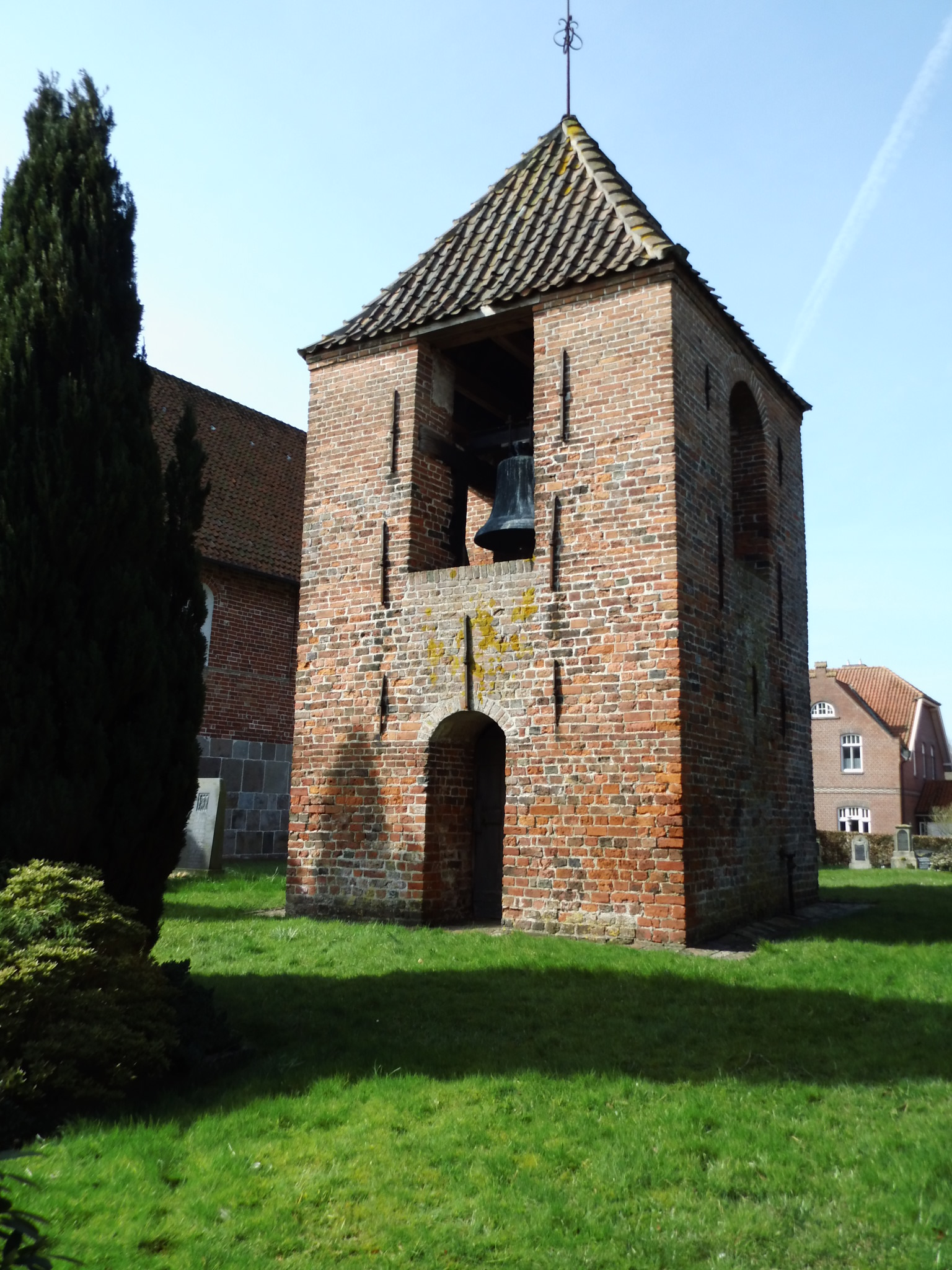
Freistehender Glockenturm der Ardorfer Kirche

Die Ardorfer Kirche ist ein im 13. Jahrhundert entstandener Backsteinbau mit Walmdach. Die unterste Schicht des Bauwerks besteht noch aus dem ursprünglichen Granitmauerwerk. 1844 erfolgte der Abtrag der ehemaligen Ostapsis. Auffallend sind die gegliederte Nord- und Südfassade. Die Längsseiten sind im oberen Teil durch Lisenen geteilt und beinhalten je Feld ein Rundbogenfenster. Baugeschichtlich interessant sind die Sichelbögen, die oberhalb die Fensterabschlüsse bilden. Zu ihren Sehenswürdigkeiten zählen die schmuckvolle Kanzel aus dem Jahre 1600, die Orgel aus dem Jahre 1847 von Arnold Rohlfs, ein romanischer Taufstein und ein zeitgenössisches Altarbild. Die Kirche und das Pfarrhaus stehen – wie auch zwei Gulfhöfe – unter Denkmalschutz.

## Hilgensteen

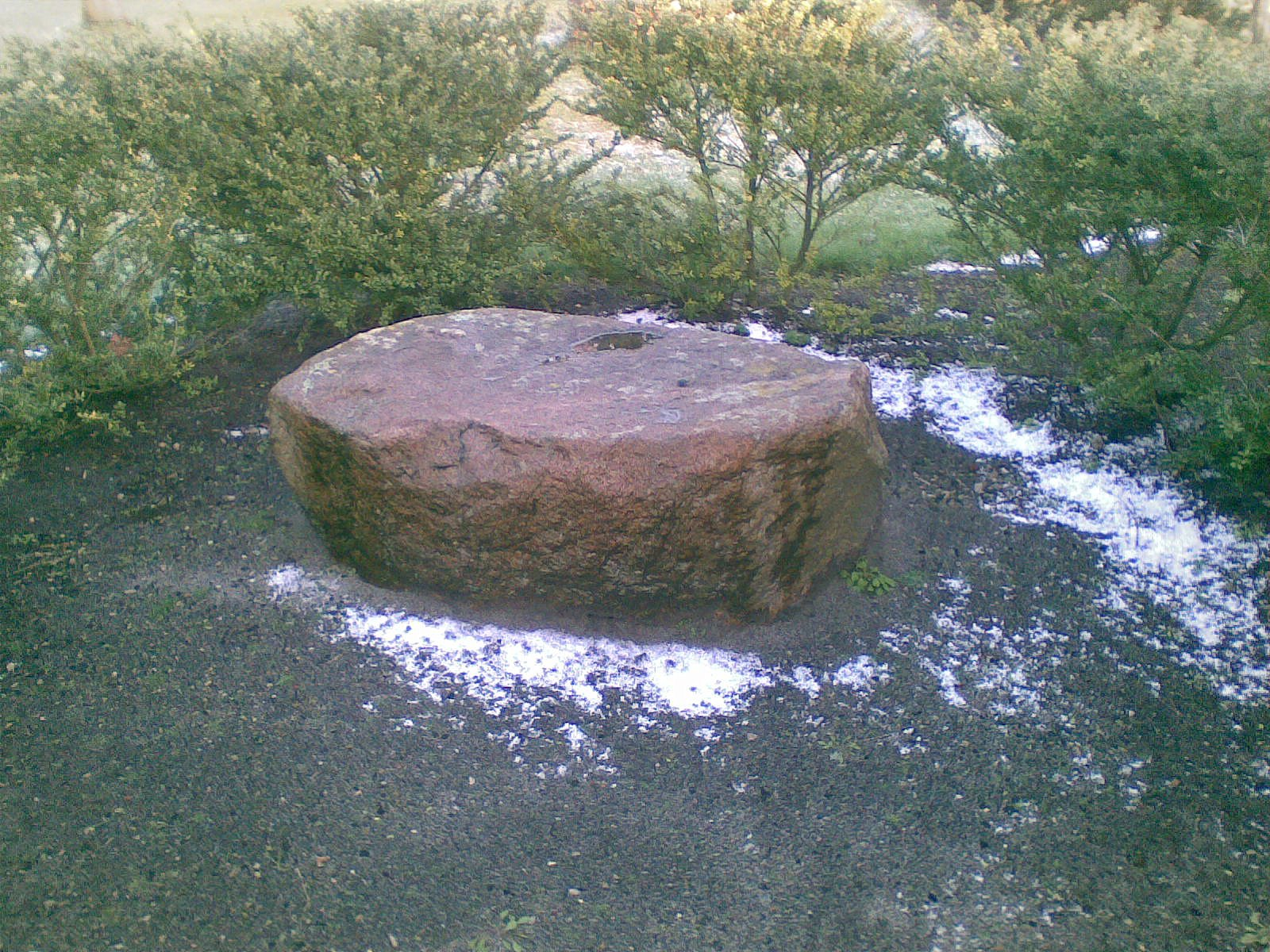
Hilgensteen

Der Hilgensteen („heiliger Stein“) und die Hilgensteener Mühle sind historisch gesehen ein fester Bestandteil der Ardorfer Dorfgeschichte. In der Gemarkung Webershausen auf dem heutigen Flugplatzgelände lagerte einst der eiszeitliche Hilgensteen. Der Hilgensteen könnte als germanischer Opferstein oder als Landmarkierung gedient haben. Bereits 1806 wurde in der Nähe des Hilgensteens eine Mühle errichtet. Der Ort wurde nun als Hilgensteen oder später auch als Altheiligenstein bezeichnet. 1878 erfolgte der Abbau der Mühle in Altheiligenstein und der Wiederaufbau in Ardorf (nördlicher Ortseingang), jetzt als Neuheiligenstein bezeichnet. 1953 wird auch der Hilgensteen nach Ardorf zum Mühlenstandort nach Neuheiligenstein umgelagert. Noch heute ist der Hilgensteen dort in der Nähe des Mühlenstumpfes zu sehen.

## Politik
Derzeit ist Ardorf mit den beiden Ratsmitgliedern Wilhelm Ihnen (CDU) und Jens Lehmann (SPD) im Wittmunder Stadtrat vertreten (Stand: 2016).

## Bildung

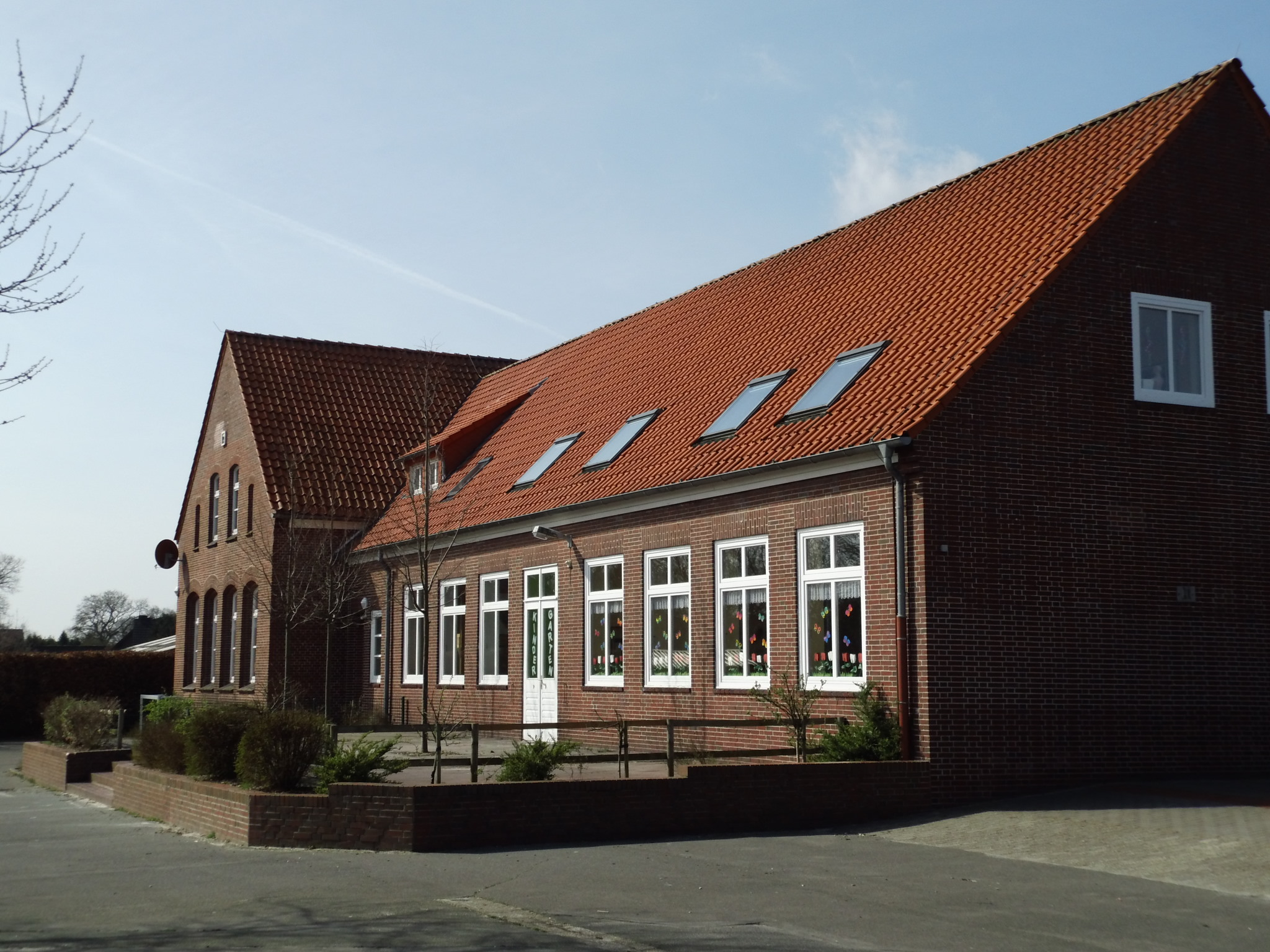
Kindergarten

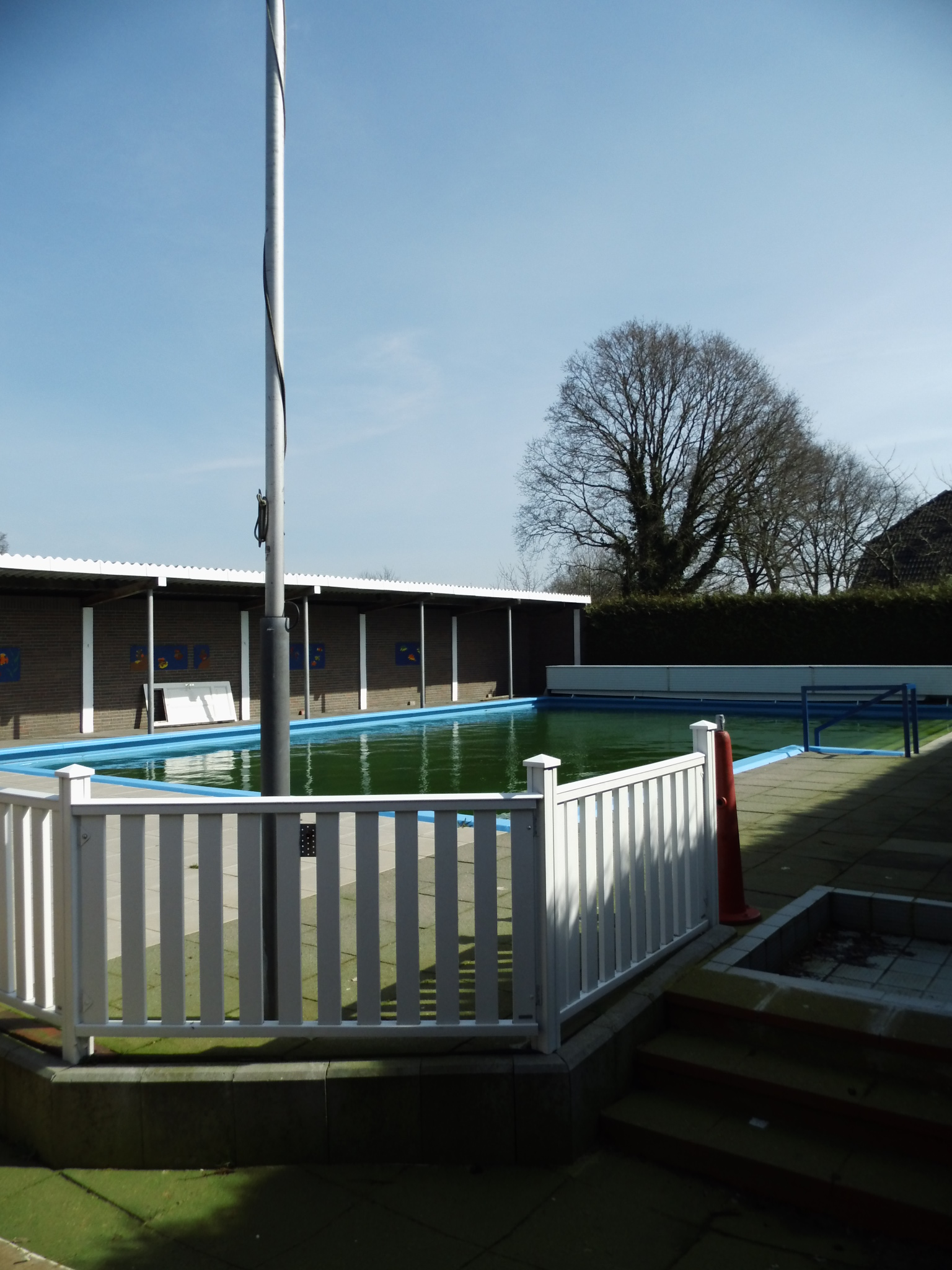
Freibad

Ardorf verfügt über eine Grundschule mit etwa 85 Kindern und vier Lehrern. Diese bildet zusammen mit der Grundschule in Leerhafe die Grundschule Leerhafe/Ardorf.
Weiterhin besteht ein Kindergarten mit etwa 50 Betreuungsplätzen. Er wurde Ende 2006 mit dem Titel „Mehrsprachiger Kindergarten“ der Ostfriesischen Landschaft ausgezeichnet. Kinder lernen in diesem Kindergarten neben der hochdeutschen auch die plattdeutsche Sprache und bekommen darüber hinaus erste Kenntnisse der englischen Sprache vermittelt.
Ferner verfügt Ardorf über ein Freibad auf dem Schulgelände, wo während der Sommermonate Schwimmabzeichen abgenommen werden. Um den Fortbestand des Schwimmbades zu sichern, bildeten einige engagierte Ardorfer Bürger im Jahr 2004 den „Förderverein Schwimmbad Ardorf“ mit dem Ziel, notwendige Reparatur- und Verschönerungsarbeiten auf den Weg zu bringen oder selbstständig durchzuführen.

## Entwicklung
Seit einigen Jahren hat sich Ardorf, bedingt durch neu ausgewiesene Baugebiete, vergrößert. Derzeit (2009) soll ein Baugebiet mit 25 Bauplätzen in Ardorf, Wulfsdünen realisiert werden, um jungen Familien die Möglichkeit zu geben, sich in Ardorf anzusiedeln. In Ardorf gibt es eine Biogasanlage, die 128 Haushalte, die Schule, den Kindergarten, die Kirche, das Gemeindehaus und das Lehrschwimmbecken mit Nahwärme versorgt. Eigens hierfür wurde die Nahwärme Genossenschaft Ardorf eG, gegründet.
Als problematisch im Ort gilt die Lärmbelästigung durch den nahen Militärflugplatz Wittmundhafen. Diese konnte jedoch durch die Außerdienststellung des Flugzeugtyps Phantom im Jahre 2013 und durch die Einführung des leiseren Eurofighters erheblich reduziert werden.

## Vereine

### SV Ardorf
Am 14. März 1959 gründeten in Collrunge (Gaststätte Hüschen) 23 Männer den SV Ardorf, weil der 1949 gegründete SSV Ardorf 1958 aufgelöst wurde. Als Sportplatz diente eine Rinderweide in Collrunge. Die erste Meisterschaft des Vereins errang die A-Jugend im Spieljahr 1962/63 unter dem Trainer Helmut Thomsen. 1964 entstand im Ortsteil Heglitz ein Sportplatz mit einem Clubheim. 1978 wurde eine Flutlichtanlage installiert. Der Verein bietet auch Breitensport an.

### KBV „Free Herut“ Ardorf
Der KBV „Free Herut“ Ardorf wurde 1912 gegründet. Der in Ardorf ansässige Boßelverein ist einer der erfolgreichsten Boßelvereine Ostfrieslands und stellt derzeit in den Altersklassen Männer I-III und in der Frauen I eine Mannschaft in der höchsten deutschen Spielklasse, der Landesliga.

### TG Ardorf
Der TG Ardorf wurde 1912 gegründet. Zum Verein gehören unter anderem die Sparten Aerobic, Eltern-Kind-Turnen, Gesundheitssport, Gymnastik und Tischtennis. Im Jahr 2018 wurde die Ardorfer Turnhalle saniert.